# ウェビー
ウェビー（英: Webbie、本名: ウェブスター・グラッドニー・ジュニア、1985年9月6日 - ）とは、アメリカ合衆国ルイジアナ州バトンルージュ出身のラッパー、ソングライター、俳優である。ラッパーとして2007年に発表した楽曲「Independent」のヒットで知られている他、俳優として映画などにも出演している。

## 略歴
2005年6月21日、デビューアルバム『Savage Life』をリリースし、初週に68,000枚を売り上げ、全米ビルボード200にて初登場9位を記録した。
2007年11月20日、2ndアルバム『Savage Life 2』からの先行シングル「Independent」をリリースする。全米シングルチャートにて最高9位まで上昇し、広く知られるようになる。
2008年2月26日、2ndアルバム『Savage Life 2』をリリースし、初週に72,000枚を売り上げ、全米ビルボード200にて初登場4位を記録した。
2011年11月15日、3rdアルバム『Savage Life 3』をリリースし、初週に30,000枚を売り上げ、全米ビルボード200にて初登場17位を記録した。

## ディスコグラフィー
スタジオ・アルバム
- Savage Life (2005年)
- Savage Life 2 (2008年)
- Savage Life 3 (2011年)
- Savage Life 4 (2013年)
- Savage Life 5 (2016年)
- Savage Life 6 (2020年)